# Ola de frío en Europa de 2009-2010

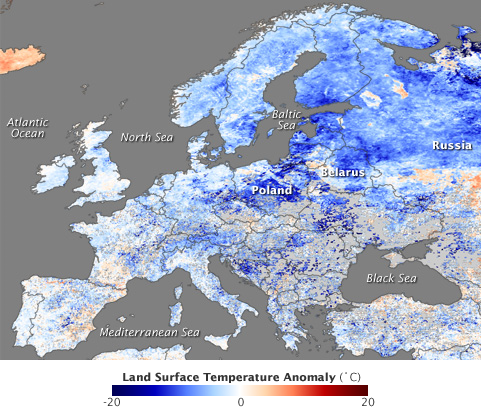
Temperaturas de Europa en diciembre de 2009.

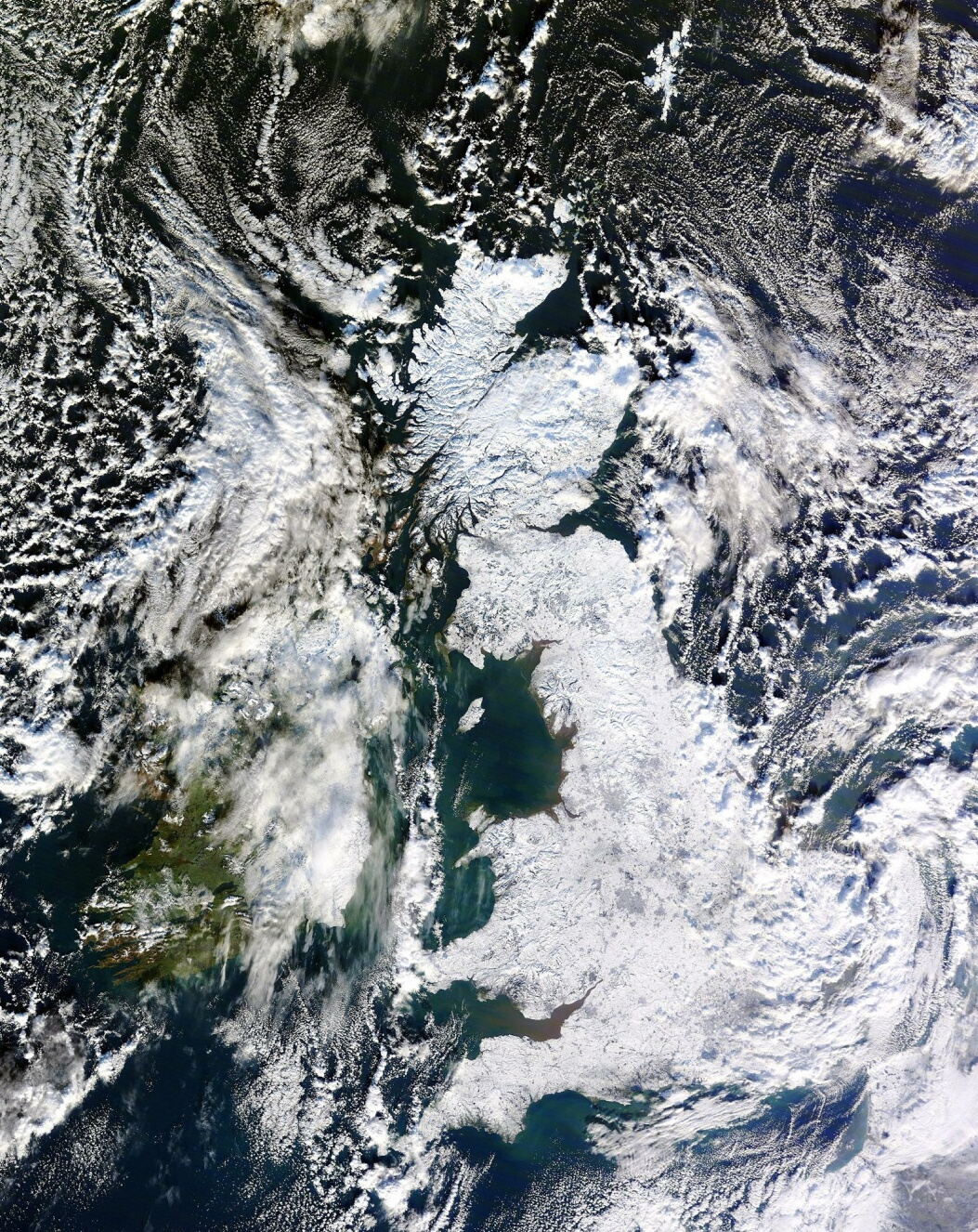
Reino Unido e Irlanda totalmente cubiertas por la nieve el día 7 de enero del 2010.

La ola de frío en Europa de 2009-2010 fue un evento meteorológico que comenzó a mediados de diciembre de  2009 continuando durante los primeros días del año 2010. 
Estas olas de frío fueron causadas por diversos motivos:
En primer lugar el anticiclón ártico situado sobre Groenlandia provocó una disminución del índice AO (Oscilación Ártica) provocando una repercusión sobre la NAO provocando así un descenso latitudinal de la corriente en chorro que quedó dividida y dirigida al S propiciando así que las Borrascas atlánticas cargadas de aire cálido y húmedo penetrasen en el S del continente europeo y no al N. 
En la mayor parte de Europa dominó un Anticiclón siberiano no muy activo, esto produjo un aumento de la densidad del aire en esta región resecándolo y enfriándolo, quedando confinado en esta región. Hacia inicios de enero de 2010 comenzó a romperse esa tendencia pudiendo adentrarse algo más las perturbaciones procedentes del Atlántico aunque aún con una circulación muy al sur. 
La diferencia térmica entre el aire frío y seco que se encontraba sobre Europa y el cálido y húmedo Atlántico propiciaron la presencia de grandes nevadas en muchos puntos europeos.

## Consecuencias
El intenso frío causó la muerte a decenas de personas en el continente. En el Reino Unido, al menos, 22 personas murieron por el temporal.
Además creó problemas extendidos por toda Europa en el transporte aéreo, terrestre y marítimo, aplazamiento de eventos deportivos y daños en la agricultura entre otros más.
En Dinamarca (Thisted) hubo un récord de 83 cm de nieve acumulada el 6 de enero de 2010. En Noruega la mínima se situó en -45,6 °C.
Las fuertes nevadas en España el 10 de enero dejaron Madrid cubierta por la nieve durante más de 10 horas, colapsando el tráfico en carretera y aéreo. Ciudades como Sevilla o Mérida vieron nevadas, cosa que no pasaba desde 1954 y 1983 respectivamente.
El 8 de marzo se repitió la situación en el Mediterráneo, donde la nieve dejó a 220.000 personas de la ciudad de Gerona sin electricidad debido a un fallo en un cable de alta tensión. El clima adverso cortó líneas ferroviarias y carreteras, y se cerró la frontera de España con Francia en La Junquera. Muchos colegios cancelaron clases el 8 y el 9 de marzo. (54)
En la isla de Madeira (Portugal) las intensas precipitaciones provocaron la muerte de 43 personas.